# 东关南街街道
东关南街街道，是中华人民共和国陕西省西安市碑林區下辖的一个乡镇级行政单位。

## 行政区划
东关南街街道下辖以下地区：
曹家巷社区、卧龙社区、东关社区、古迹岭社区、仁厚庄社区、金花社区、永宁社区、互助社区、工程科技学院社区和西安理工大学社区。